# بوسه فرانسوی

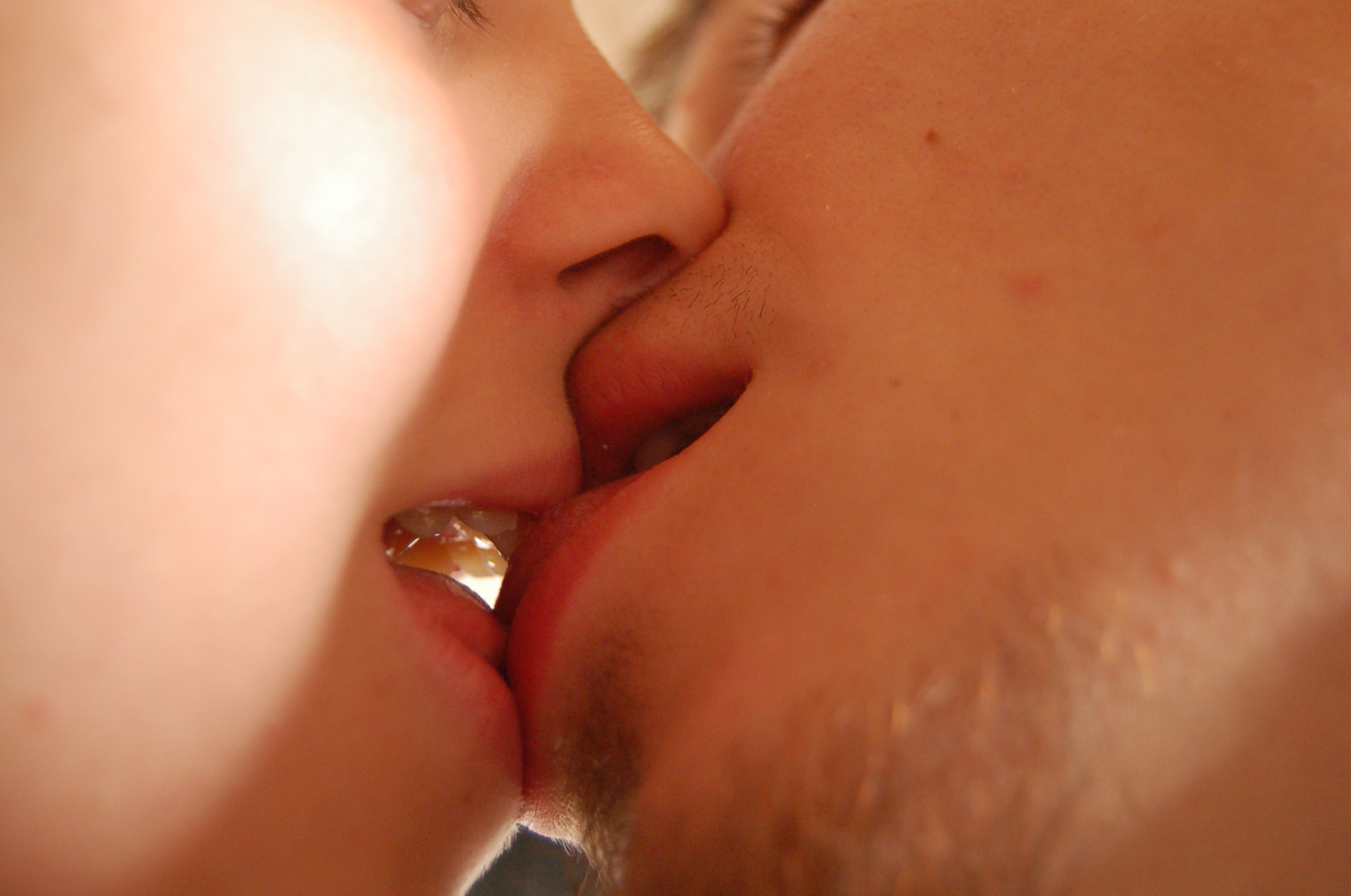
یک زوج در حال لب گرفتن از یکدیگر

بوسه فرانسوی یا بوسه عاشقانه یا لب گرفتن (Deep Kissing) یا (French Kissing) به بوسه تحریک کننده‌ای که در آن زبان بوسه‌کننده زبان یا لب شخص دیگر را لمس می‌کند گفته می‌شود. در بوسه فرانسوی معمولاً زبان وارد دهان شخص دیگر می‌گردد.

## ریشهٔ نامگذاری

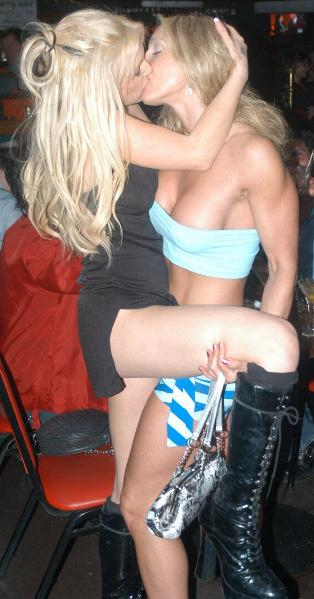
دو زن در حال بوسه فرانسوی

بوسهٔ فرانسوی به این دلیل به این نام خوانده می‌شود که در ابتدای قرن ۲۰م در دنیای انگلیسی زبان‌ها فرانسوی‌ها شهرتی برای شیوه‌های پرماجرا و پرشور سکس کسب کرده بودند. این نام از آمریکا و بریتانیا نشأت گرفته‌است. در فرانسه از این بوسه با نام‌های بوسهٔ عاشق (به فرانسوی: un baiser amoureux) یا بوسهٔ با کام (به فرانسوی: un baiser avec la langue) یاد می‌شود. در گذشته نیز از این بوسه با نام بوسهٔ فلورانسی (به فرانسوی: baiser Florentin) یاد می‌شده‌است. واژه‌نامه پیت رابرت ۲۰۱۴ که در ۳۰ مه ۲۰۱۳ منتشر شد فعل فرانسوی "se galocher" (یک اصطلاح برای بوسه با کام) را به‌عنوان یک تک‌کلمه برای توصیف شیوهٔ این نوع بوسه معرفی کرد.
استثنائاتی که برای این نسخه از واژه‌نامه دربارهٔ این واژه مورد مطرح بود شامل موارد زیر هستند:
- در فرانسوی به‌گویش کبکی فعل "fencher" معنی بوسهٔ فرانسوی می‌دهد
- در انگلیسی به‌گویش استرالیایی "pash" معنی این شیوه از بوسه را می‌دهد
- در انگلیسی فعل "shift" در مکالمهٔ عامیانه به‌گویش ایرلندی معنی از نوع بوسه را می‌دهد
- در آلمانی فعل "knutschen" به این نوع بوسه اشاره دارد
- در ایتالیایی افعال "limonare" و "pomiciare" به این شیوه از بوسه اشاره دارد
- در مجارستانی فعل "megcsókol/csókolózik" به این مدل بوسه اشاره می‌کند

## مسائل بهداشتی
در بوسه فرانسوی تحریک‌کننده لبها، زبان و دهان دخالت دارند که در واقع نقاط حساسی به‌شمار می‌آیند. این بوسه می‌تواند موجب انتقال بیماری‌هایی نظیر بیماری بوسه شود. اگر چه آب دهان بیماران مبتلا به ویروس ایدز مثبت مقدار ناچیزی از این ویروس را دارا است. جز یک مورد که یک مرد بیمار در سال ۱۹۹۵ به همسر خود بیماری را منتقل کرده‌است، تاکنون هیچ موردی گزارش نشده‌است؛ البته با مصاحبه‌ای که با آن دو انجام شده بود طبق ادعاهای آن دو در بازه زمانی ۱ ساله (از ژوئن ۱۹۹۴ تا ژوئیه ۱۹۹۵)، که زن ابتدا از نظر آزمایش اچ آی وی منفی و سپس مثبت بوده‌است، آن زوج ماهانه ۶ بار رابطه جنسی با کاندوم لاتکس (توسط مرد) داشتند، زن هیچ وقت در زمان عادت ماهیانه نبوده‌است و مرد ادعا کرده بود که هر بار بعد از مسواک زدن و نخ دندان کشیدن لثه‌هایش دچار خونریزی می‌شده‌است، و آن زوج شبانه بعد از مسواک زدن بوسه فرانسوی یا به اصطلاح (Deep Kissing) انجام می‌دادند. طبق نتایج پرونده‌های دندانپزشکی مرد و زن آن‌ها هر دو شرایط نگهداری دندانی ضعیفی داشته و لثه‌های آن‌ها آسیب دیده بودند و نمی‌شود به‌طور قطع گفت دلیل مبتلا شدن زن به ویروس بوسه فرانسوی بوده‌است.
پزشکان به خاطر کم خطر بودن این رفتار توصیه به دوری از انجام این نوع بوسه نمی‌کنند. طولانی بودن بوسه خطر آسیب رساندن به لب‌ها، بافت‌های داخل دندان و ایجاد خونریزی را دارد که این امر خطر انتقال بیماری ایدز را چندین برابر افزایش می‌دهد.